# Арво Валтон
А́рво Ва́лтон (ест. Arvo Valton; 14 грудня 1935, Мяр'ямаа — 26 липня 2024) — естонський письменник і кінодраматург, фіно-угорський політик. Лавреат Всеудмуртської національної премії імені Кузебая Герда (2017).

## Життєпис
У дитинстві разом з сім'єю органами НКВС СРСР депортований на Сибір, до міста Магадан, де закінчив середню школу.
Після повернення навчався в Талліннському політехнічному інституті, але опинився на драматургічному відділенні московського Інституту кіномистецтва («ВДІК»), яке успішно закінчив.
З 1968 — на кіностудії «Талліннфільм». Очолював Спілку письменників та Спілку кінематографістів Естонії.
Брав активну участь у відновленні державного суверенітету Естонії 1990. Після «співочої революції» обраний депутатом естонського парламенту — Рійгікогу.

## Творчість
Автор понад 50 книжок, провідний майстер естонської новелістики. Пише романи, вірші, сценарії до кінофільмів, мініатюри, афоризми, казки тощо. Його твори перекладено більш ніж 30 мовами світу. У Таллінні закінчується видання 19-титомника творів Арво Валтона, яке здійснюється частково на приватний кошт.

## Фіно-угорський політик

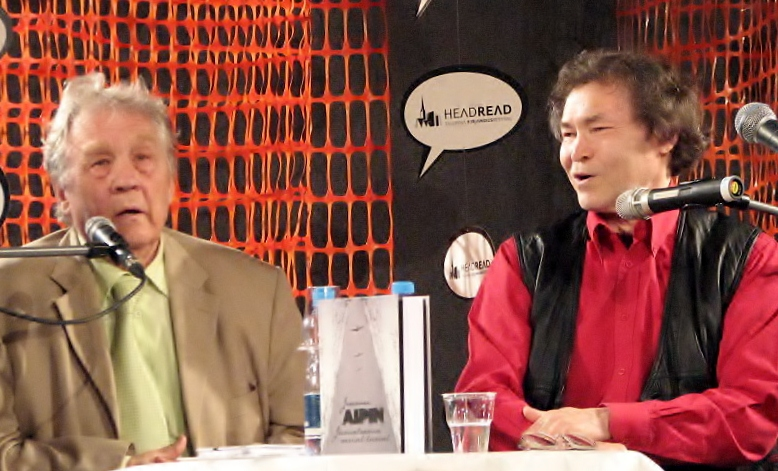
Арво Валтон (ліворуч) і хантийський письменник Єрємей Айпін на літературному фестивалі HeadRead 2011

1996—2011 — президент Асоціації фіно-угорських письменників. Один із найактивніших захисників прав колонізованих народів Російської Федерації, у тому числі хантів та вепсів. У Тарту сприяв появі осередків удмуртської, комі та марійської творчої еміграції, яка забезпечується науковою та викладацькою роботою. Журналісти оцінюють Валтона як естонського Дон-Кіхота світової фіно-угорської культури. У той же час він виступає із відвертою критикою політики русифікації фіно-угорських народів у сучасній РФ:
| В умовах, де освіти рідною мовою не існує, навіть у таких порівняно великих народів, як удмуртський, марійський, комі, ерзя, мокша, не кажучи вже про менші за чисельністю народи, або ще більше розкидані на величезній території країни, певною мірою є дивом, що цими мовами живе й розвивається художня література. Це, певно, завдяки 20-м рокам XX століття, коли більшовизму потрібно було загравати з малими народами, щоб вижити. Але незабаром носії цієї літератури, як і інтелігенція інших сфер життєдіяльності поголовно були знищені, літературна діяльність надовго притихла, проте оживилась таки знову. На сьогоднішній день художня література є чи не єдиною формою протесту проти відібрання у народу своєї рідної мови в інших сферах духовної діяльності. Проте, навіть, критика й літературознавство ведеться вже у більшості випадків чужою мовою, що є, якщо замислитись, досить абсурдно: говорити про мовний предмет чужою мовою. |
Переклав естонською мовою та видав у Таллінні твори комі, марійської, удмуртської та ерзянської літератури.

## Валтон та Україна
17-20 вересня 2007 — на запрошення Ужгородського університету Арво Валтон перебував на Закарпатті, де пройшла конференція, присвячена його творчості.
Валтон прочитав лекцію у Центрі гунґарології для студентів угорської філології Ужгородського університету; провів презентацію нової книжки українських перекладів «Батьківське щастя».
Валтон не вперше відвідує Ужгород. Ще в часи СССР він приїздив до міста, де розпочав кар'єру перекладача з угорської літератури. Передостанній візит був 2005 року — по свіжих слідах Помаранчевої Революції.
Серед головних ужгородських адрес Валтона — Берчені, 15. Там живе перекладач його творів Міклош Антоненко.
Критика називає Валтона «естонським Іваном Франком».

### Переклади українською
В Україні вийшло чотири книжки Арво Валтона, зокрема  «Батьківське щастя» (2007, Ужгород) та «Усвідомлення» (2011, Ужгород). Автори перекладів українською — Микола Антоненко та Іван Петровцій. До книжок увійшли новели, афоризми та поезії Валтона.